# Johannes Rump
Johannes Christian Magnus Rump (født 11. august 1861 i København, død 25. januar 1932 i Hellerup) var en dansk ingeniør, politiker og kunstsamler, nevø af maleren Godtfred Rump.
Johannes Rump begyndte tidligt at samle på kunst og er kendt for sin store samling af modernistisk fransk kunst, især værker af Georges Braque, André Derain og Henri Matisse, der sammen med et legat til indkøb af samtidskunst blev skænket til Statens Museum for Kunst i 1928, blandet andet Kvinde i chemise, og nu udgør en meget væsentlig del af samlingen.
Rump mente, at kunsten skulle gøres tilgængelig for menigmand, og som socialdemokratisk medlem af Københavns Borgerrepræsentation 1903-1932 havde han indflydelse på bl.a. udsmykninger og byplaner. Hans ven, brygger Carl Jacobsen, delte mange af disse anskuelser.
Han var gift med Elisabeth f. Villemoes (død 1931). Datteren Valborg blev gift med kommandør Kai Hammerich.